# Niklas Bolin
Niklas Emil Bolin, född 23 augusti 1977, är en svensk statsvetare.
Bolin disputerade 2012 vid Umeå universitet på en avhandling med rubriken  Målsättning riksdagen: Ett aktörsperspektiv på nya partiers inträde i det nationella parlamentet. Bolins forskning har främst rört politiska partier, högerpopulism, parlamentarism och val där han bl.a. fokuserat på gröna partier och olika högerextrema partier. Han verkar sedan 2012 vid Mittuniversitetet, där han antogs som docent 2017. 
Bolin förekommer även flitigt i media som kommentator kring politiska partier och val. Bolin är även en av initiativtagarna bakom Snabbtänkt, där närmare hundra forskare analyserar och reflektioner kring den svenska valrörelsen 2018.